# Dragon Ball: Origins
Dragon Ball: Origins, conosciuto in Giappone anche come Dragon Ball DS (ドラゴンボールDS?, Doragon Bōru Dī Esu), è un videogioco per il Nintendo DS della serie Dragon Ball creato da Akira Toriyama.
Prodotto da Namco Bandai e Atari, il gioco è stato pubblicato il 18 settembre 2008 in Giappone, il 4 novembre 2008 negli Stati Uniti e il 5 dicembre 2008 in Europa.

## Trama
Il gioco ripercorre parte della storia di Dragon Ball, dall'arco di Pilaf fino al 21º Torneo Tenkaichi.
Durante il Torneo (nei livelli finali), si potrà giocare con la regola del "ringout", che permetterà a Goku e al suo avversario di vincere senza mettere K.O. l'avversario.

## Modalità di gioco
Il gioco ha caratteristiche simili a quelle del videogioco del 2007 The Legend of Zelda: Phantom Hourglass.